# Будинок на вулиці Дорошенка, 6 (Львів)
Будинок за адресою вулиця Дорошенка, 6 у Львові — житловий триповерховий будинок з магазинними приміщеним на першому поверсі. Пам'ятка архітектури місцевого значення № 88. За брамою цієї будівлі в стилі бідермаєр починається проїзд Крива Липа, колишній Пасаж Гаусмана.

## Історія
Житловий триповерховий будинок зведений у 1840-1850 роках. За проектом архітектора Альфреда Каменобродського у 1893 році добудовані флігелі. А в 1885 році головна брама будинку з'єднала Пасаж Гаусмана з вулицею Сикстуською, тепер Дорошенка, оскільки до того вхід у пасаж був лише з Гранд-Готелю.За Польщі у будинку працювала державна лотерея «Надія»
У будинку на першому поверсі містяться аптека, продуктовий магазин та книгарня. Нежитлові приміщення другого поверху здаються в оренду «Львівархпроекту».

## Архітектура

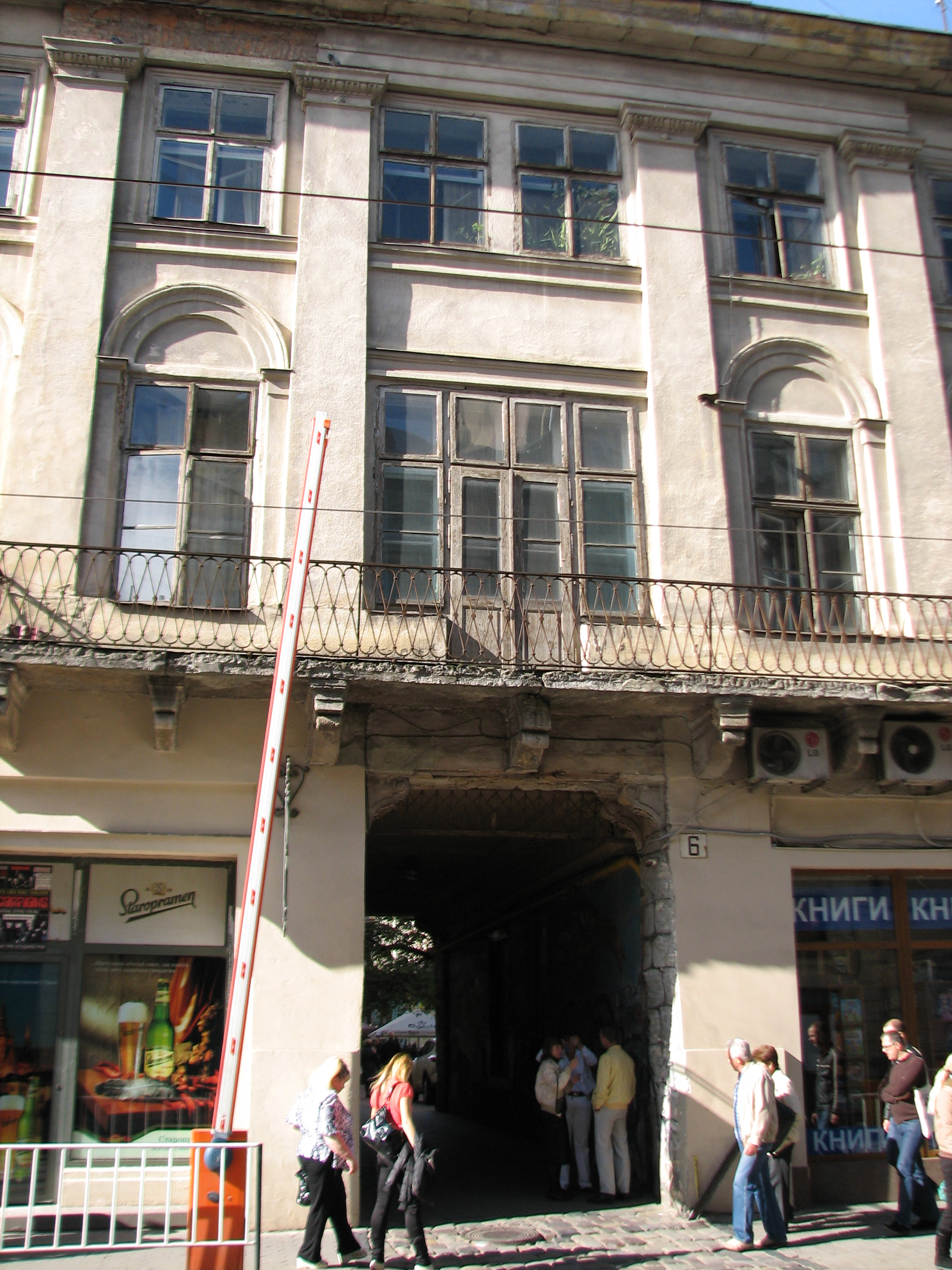
В'їзна брама

Цегляний будинок прямокутної форми, тинькований зі змішаним внутрішнім плануванням. Переднім фасадом виходить на лінію забудови парної сторони вулиці. Вхідна брама розташована по центру фасаду. Симетричний фасад яскраво вираженою центральною частиною на рівні другого та третього поверхів, підкресленою вертикальними пілястрами з капітелями. На другому поверсі по всій ширині центральної частини виступає балкон на масивних кронштейнах з ліпнини. Балкон огороджують металеві ковані ґрати. Центральні вікна другого поверху розділяють пілястри тосканського ордеру, які вгорі декоровані архівольтами. Вікна третього поверху з профільованими обрамуваннями.